# Relações entre Brasil e Moçambique

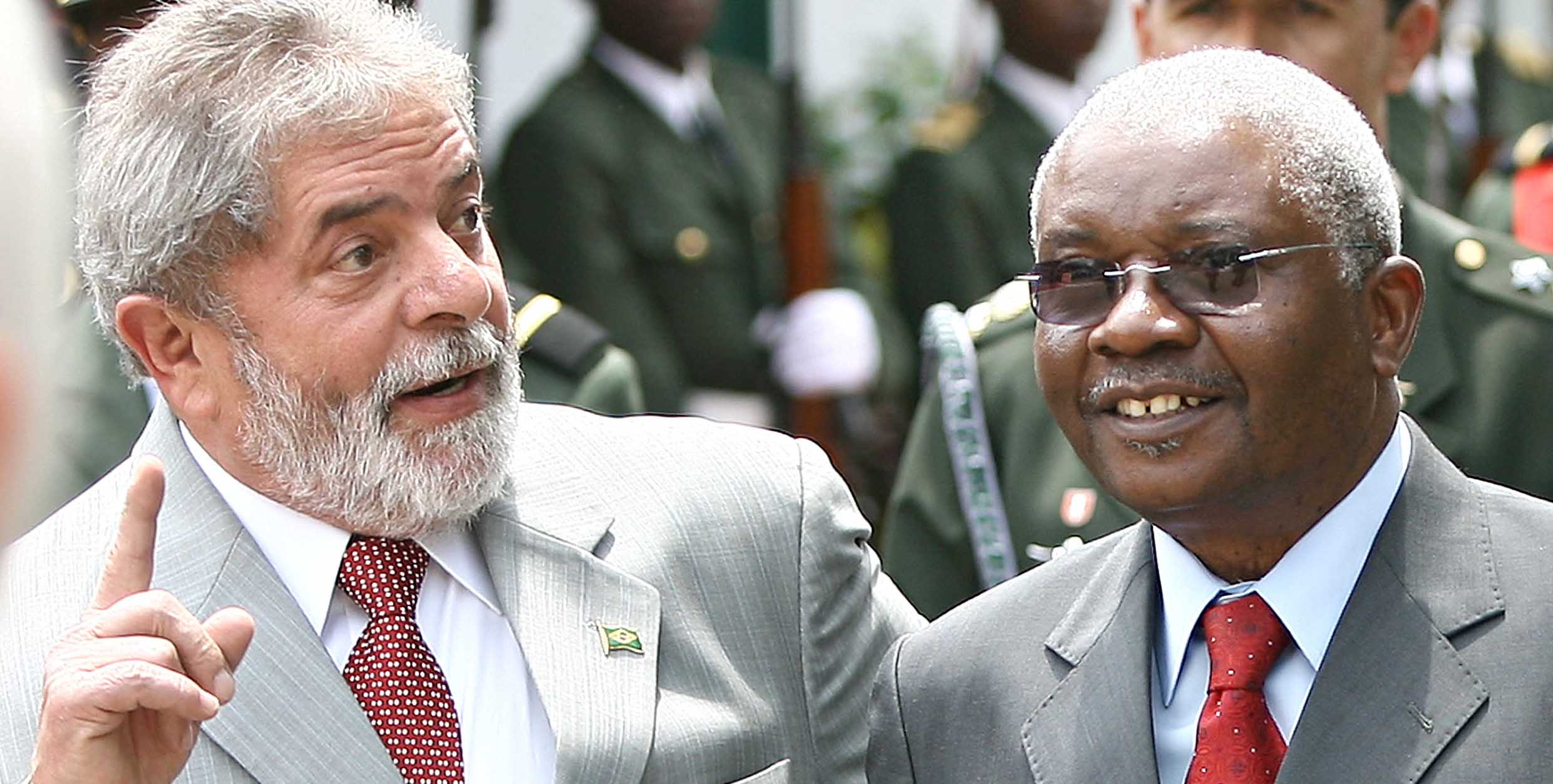
O presidente Luiz Inácio Lula da Silva durante encontro com o ex-presidente de Moçambique, Armando Guebuza.

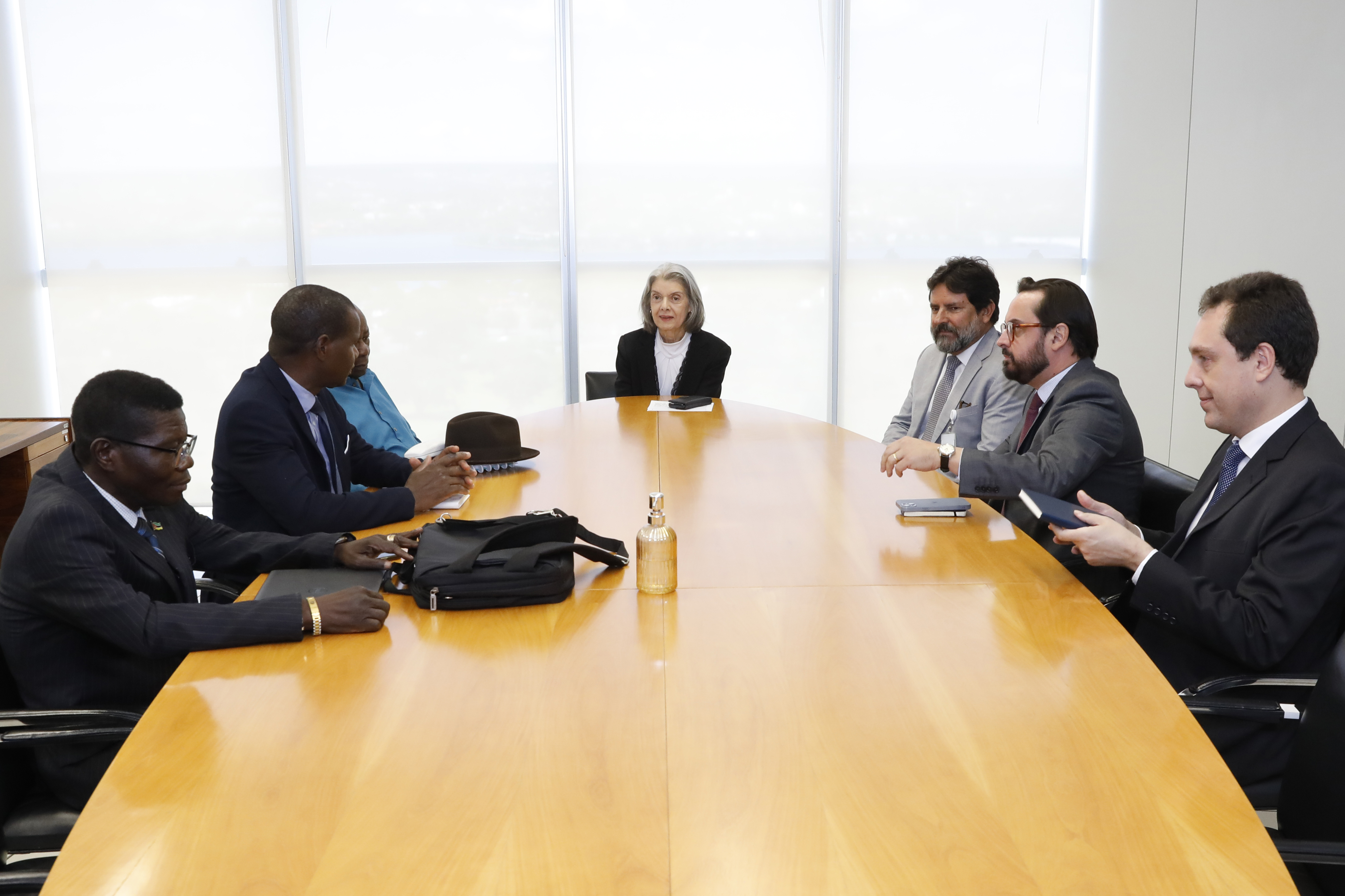
Cármen Lúcia em reunião com juristas moçambicanos no Tribunal Superior Eleitoral.

As relações entre Brasil e Moçambique são as relações diplomáticas entre a República Federativa do Brasil e a República de Moçambique, estabelecidas em 15 de novembro de 1975, após a independência do país africano. Em março de 1976, foi aberta a embaixada do Brasil em Maputo. Em janeiro de 1998, foi aberta a embaixada de Moçambique em Brasília. Os dois países mantém importantes laços históricos e culturais devido ao idioma em comum e por terem sido parte do Império Português. Moçambique é o maior beneficiário africano da ajuda brasileira da Agência Brasileira de Cooperação.

## Missões diplomáticas residentes
- Brasil tem uma embaixada em Maputo.[4]
- Moçambique tem uma embaixada em Brasília.[5]